# Église Saint-Martial de Châteauroux
Pour les articles homonymes, voir Église Saint-Martial et Saint Martial.
Ne doit pas être confondu avec Église Notre-Dame de Châteauroux ou Église Saint-André de Châteauroux.
L'église Saint-Martial de Châteauroux est une église catholique française. Elle est située sur le territoire de la commune de Châteauroux, dans le département de l'Indre, en région Centre-Val de Loire.

## Situation
L'église se trouve dans la commune de Châteauroux, au centre du département de l'Indre, en région Centre-Val de Loire. Elle est située dans la région naturelle de la Champagne berrichonne. L'église dépend de l'archidiocèse de Bourges, du doyenné de Châteauroux et de la paroisse de Saints-Apôtres - Châteauroux.

## Histoire

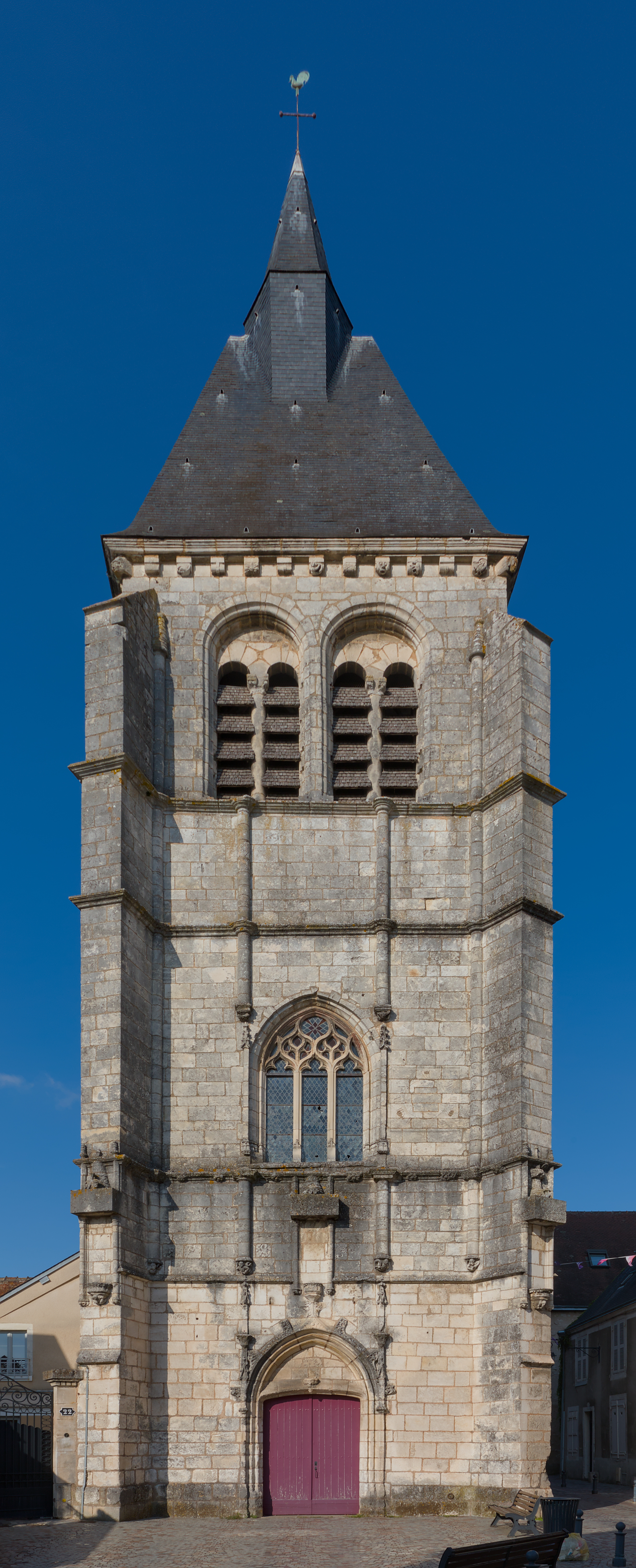
La façade de l'église en 2024.

L'église fut construite entre le XIIe siècle et le XVIe siècle.
Chapelle érigée au milieu des champs comme souvent à cette époque, Saint Martial fut construite en dehors des remparts du Châteauroux d'alors, lesquels s'arrêtaient rue Dorée.
Il ne s'agissait au début que d'une succursale de l'église paroissiale mérovingienne Saint Denis (détruite au XIXe siècle, elle se situait à l'emplacement de la maison de retraite rue du 3e RAC).
Le bourg se développant à partir du Château Raoul, les habitations finirent par envelopper Saint Martial et ses habitants, trouvant que Saint Denis était trop éloignée, préférèrent assister aux offices dans cette église.
Saint Martial fut ensuite agrandie et largement remaniée, notamment au XVIe siècle avec l'élévation de son clocher-porche grâce aux libéralités de Pierre Vrignon, bourgeois de la ville.
Au XIXe siècle, Alferd Dauvergne, architecte départemental ayant érigé ou travaillé sur les presque l'ensemble des églises de l'Indre (on lui doit notamment Saint André et Notre-Dame à Châteauroux), donna à la nef de Saint Martial son aspect actuel.
L'édifice est partiellement classé au titre des monuments historiques pour son clocher depuis le 16 août 1921.

## Description

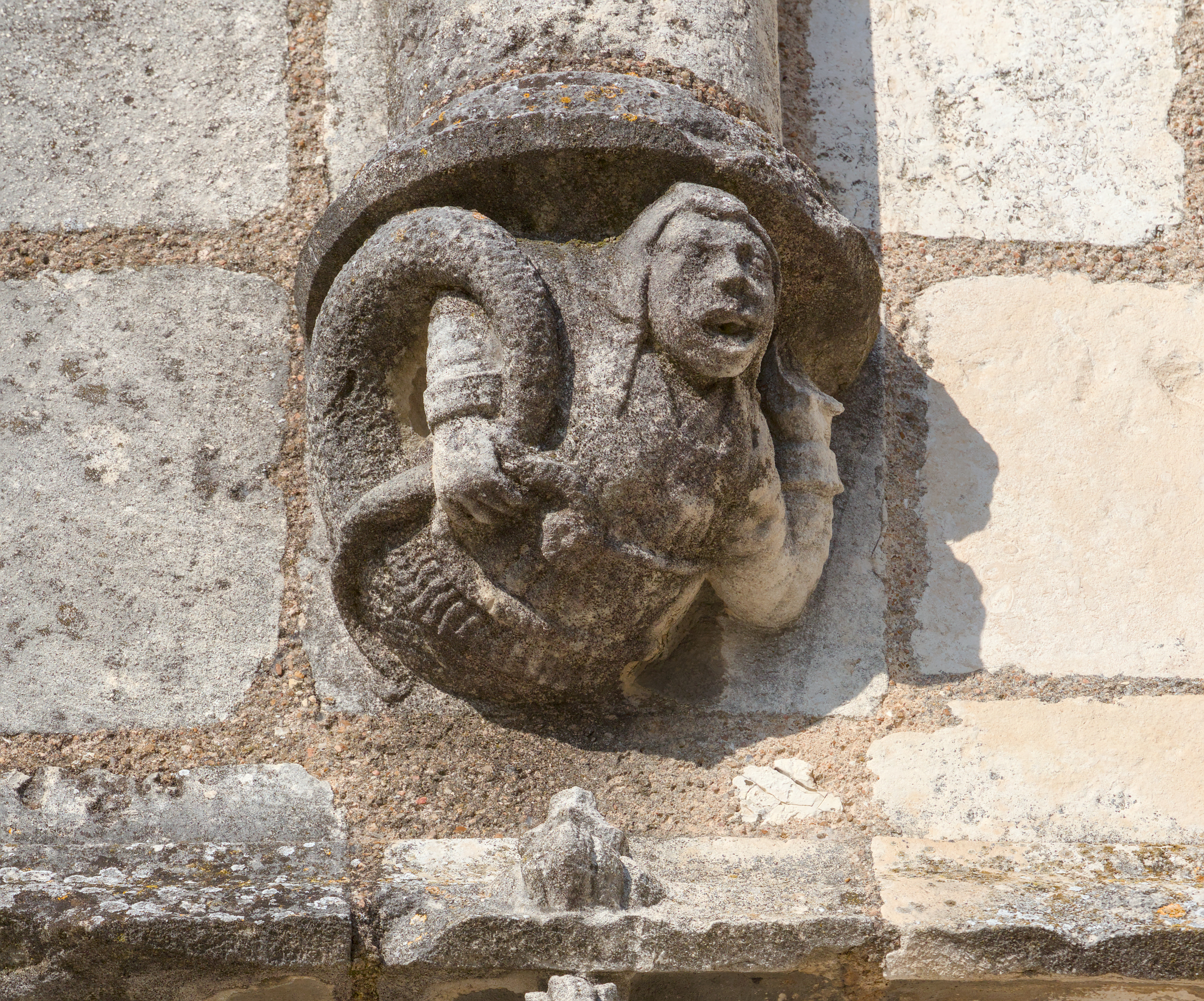
Détail de la façade.
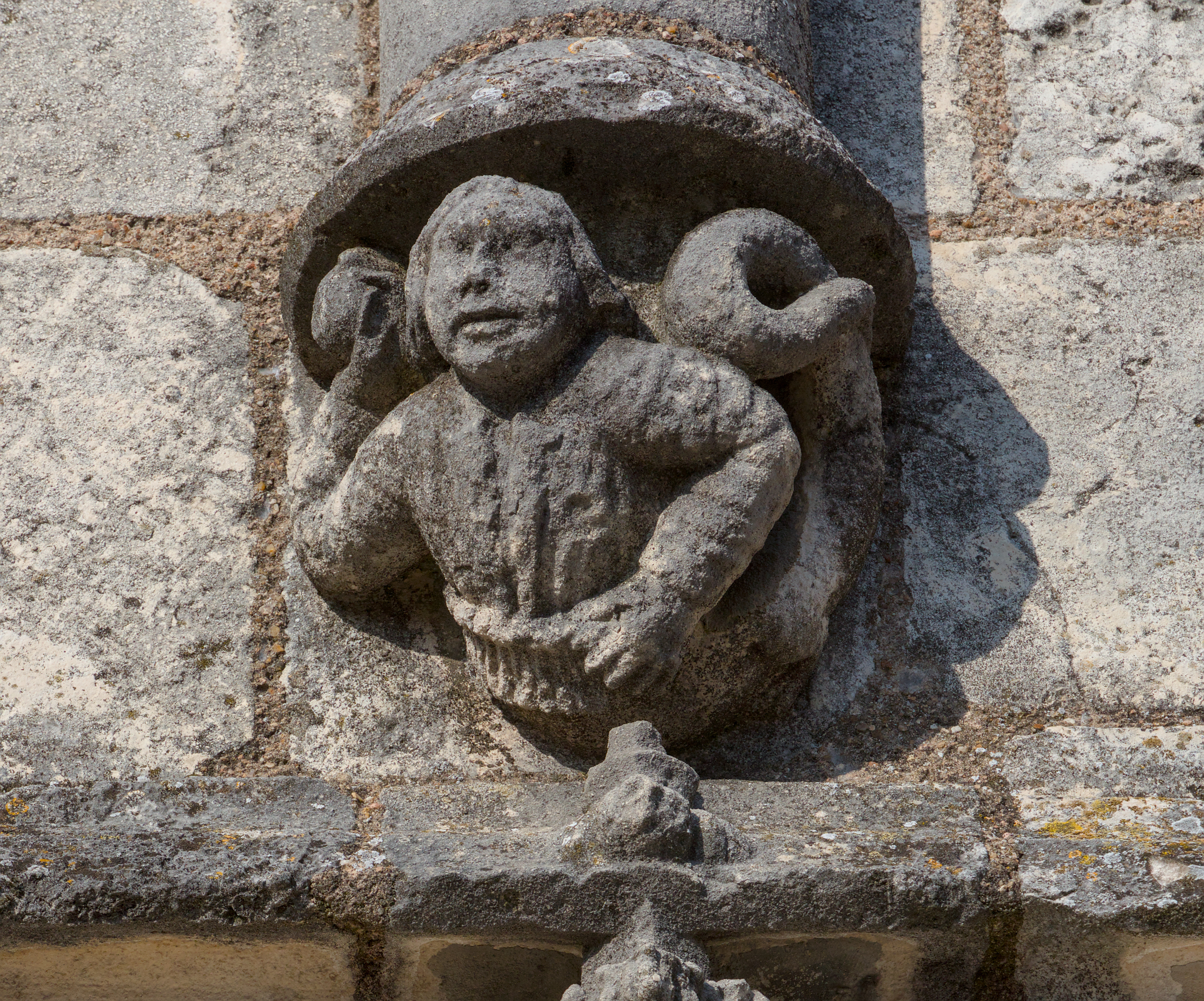
Détail de la façade.